# 릭 로스
릭 로스(영어: Rick Ross, 본명 : 윌리엄 로버츠(William Roberts), 1976년 1월 28일 ~ )는 미국의 래퍼다. 그는 루이지애나 주립대학을 졸업했으며, 현재 데프잼 레코드에 소속돼 있고, 개인 음악회사인 '매이백 뮤직 그룹'을 설립했다.

## 생애
그는 1976년 미국 미시시피주에서 출생했고, 활동은 마이애미에서 했다.

## 경력

### Port Of Miami
2006년 'Port of Miami'로 데뷔했다. 이 앨범은 1주일만에 18만장 넘게 팔렸고, 힙합매거진 '롤링스톤지'에서는 그를 '올여름 가장 뛰어난 랩퍼'로 선정되기도 했다.

### Trilla
2008년에는 2번째 앨범 'Trilla'를 발표했다.빌보드 200차트로 데뷔했고,첫 싱글인 'Speedin'은 알 켈리가 참여했다. 이 곡은 121위로 데뷔했다. 두 번째 싱글인 'The Boss'는 티-페인이 참여했고,17위로 데뷔했다. 3번째 싱글인 'Here I Am'은 넬리와 에이브린 스톰이 참여했고,네 번째 싱글인 'This Is The Life'는 싱어송라이터 트레이 송즈가 참여했다.

### Deeper Than Rap
2009년 세 번째 앨범 'Deeper Than Rap'은 첫싱글인 'Magnificent'로 인기몰이를 했다. 이 곡은 존 레전드가 참여했고, 62위에 그쳤다. 이번 7월달에 발매될 'Usual Suspects'는 나스가 참여했다. 그는 50 센트와 디스전중이다.